# Geranoididae
Geranoididae — вимерла родина журавлеподібних птахів, що існувала у ранньому еоцені (55,8-50,3 млн років тому). Рештки представників родини знайдені в Європі та Північній Америці.

## Опис
Geranoididae відомі лише з решток нижніх кінцівок. Незважаючи на фрагментарність решток, науковці чітко визначили, що представники родини за розміром та способом життя схожі на сучасного журавля сірого.

## Філогенія
Родина вважається базальною групою журавлеподібних, від якої походять пізніші родини Bathornitidae, Idiornithidae, Eogruidae та, можливо, сучасні журавлеві (Gruidae).